# New Florence (Missouri)
New Florence – miasto w Stanach Zjednoczonych, w stanie Missouri, w hrabstwie Montgomery.